# Liste der Gemeinden im Komitat Borsod-Abaúj-Zemplén

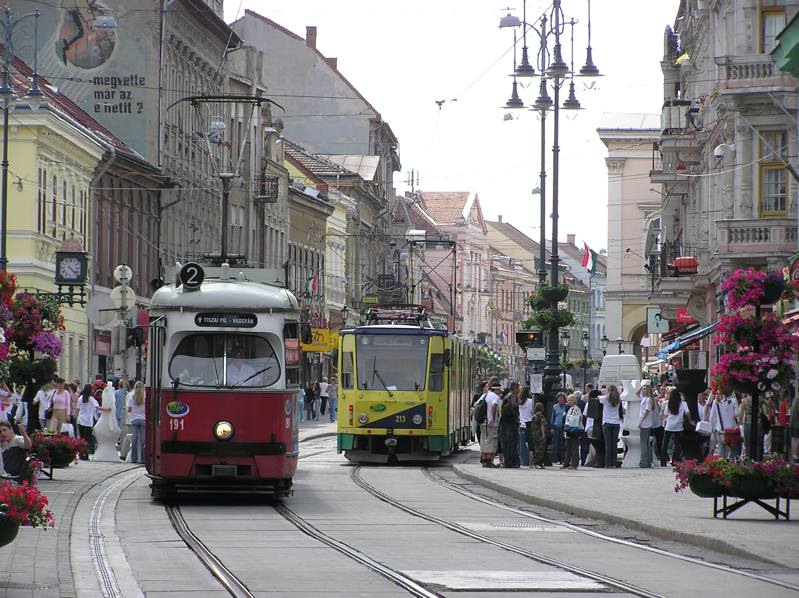
Miskolc ist die größte Stadt im Komitat

Diese Liste umfasst die Städte und Gemeinden des Komitats Borsod-Abaúj-Zemplén in Ungarn. Es bestehen in Borsod-Abaúj-Zemplén insgesamt 358 Gemeinden, davon 28 Gemeinden mit, und 330 Gemeinden ohne Stadtrecht.
Jede Gemeinde hat einen direkt von den Bürgern gewählten Bürgermeister (ungarisch polgármester). Jede Gemeinde verfügt über eigene Einnahmen, kann aber auch Zuschüsse aus dem zentralen Staatshaushalt erhalten. Zu den Verpflichtungen der Gemeinden gehören u. a. die Sicherung des Grundschulunterrichts, die Gewährleistung der medizinischen und sozialen Grundversorgung, sowie das Geltendmachen der nationalen und ethnischen Minderheitenrechte.
Der Minderheitenschutz ist eine Besonderheit der ungarischen Kommunalverwaltung. Seit 1993 bestehen für die dreizehn autochthonen ethnischen Minderheiten in Ungarn gesetzliche Regelungen zur Selbstverwaltung. Die seitdem entstanden Minderheiten-Selbstverwaltungen bestehen aus gewählten, in die kommunale Verwaltung integrierten Organen, welche die Interessen der Minderheiten vertreten. Sie sind teils sehr unterschiedlich ausgeprägt bzw. organisiert, bieten aber den jeweiligen Bürgern weitreichende sprachliche und kulturelle Autonomie.
Alle Angaben beruhen auf der Volkszählung vom 1. Januar 2022

## Städte
| Selbstverwaltungen der Minderheiten (2010)                                                                                                   | Selbstverwaltungen der Minderheiten (2010) | Selbstverwaltungen der Minderheiten (2010) |
| --- | ------------------------------------------ | ------------------------------------------ |
| b bg | Selbstverwaltung der Bulgaren              | 2 Gemeinden                                |
| d de | Selbstverwaltung der Deutschen             | 10 Gemeinden                               |
| h hy | Selbstverwaltung der Armenier              | 2 Gemeinden                                |
| p pl | Selbstverwaltung der Polen                 | 12 Gemeinden                               |
| r rom | Selbstverwaltung der Roma                  | 121 Gemeinden                              |
| ru rue | Selbstverwaltung der Russinen              | 17 Gemeinden                               |
| s sk | Selbstverwaltung der Slowaken              | 13 Gemeinden                               |
| u uk | Selbstverwaltung der Ukrainer              | 5 Gemeinden                                |
| Weitere Selbstverwaltungen bestehen für im Komitat Borschod-Abauj-Zemplén beheimatete Griechen, Kroaten und Rumänen (jeweils eine Gemeinde). |                                            |                                            |

### Städte mit Komitatsrecht
Eine Stadt mit Komitatsrecht (ungarisch megyei jogú város) erfüllt im Bereich der Komitatsverwaltung zusätzliche Aufgaben gegenüber den anderen Städten und Gemeinden des Komitats.
- Miskolc b, d, p, r, s, u 147.480 Einwohner

### Städte ohne Komitatsrecht
| Stadt              | Einw.  | Stadt                  | Einw.  |
| ------------------ | ------ | ---------------------- | ------ |
| * Abaújszántó u    | 02.792 | * Ózd p, s             | 30.639 |
| * Alsózsolca       | 05.536 | * Pálháza s            | 01.001 |
| * Borsodnádasd d   | 02.977 | * Putnok               | 06.382 |
| * Cigánd           | 02.999 | * Rudabánya d          | 02.187 |
| * Edelény          | 9.159  | * Sajóbábony           | 02.479 |
| * Emőd h, p        | 04.702 | * Sajószentpéter d, p  | 10.876 |
| * Encs u           | 06.155 | * Sárospatak d         | 10.938 |
| * Felsőzsolca b, p | 06.380 | * Sátoraljaújhely d, s | 13.206 |
| * Gönc             | 01.911 | * Szendrő d            | 04.073 |
| * Kazincbarcika    | 24.186 | * Szerencs             | 08.401 |
| * Mezőcsát         | 05.661 | * Szikszó p            | 05.288 |
| * Mezőkeresztes    | 03.556 | * Tiszaújváros p       | 15.055 |
| * Mezőkövesd h     | 16.021 | * Tokaj                | 03.863 |
| * Nyékládháza      | 04.970 |                        |        |

## Gemeinden

### Großgemeinden
Eine Großgemeinde (ungarisch nagyközség) besteht meist aus mehreren Ortsteilen.

### Städte ohne Komitatsrecht
| Stadt       | Einw. | Stadt           | Einw. |
| ----------- | ----- | --------------- | ----- |
| * Arló      | 3.427 | * Szentistván   | 2.391 |
| * Izsófalva | 1.664 | * Szirmabesenyő | 4.283 |
| * Múcsony p | 2.799 | * Taktaharkány  | 3.605 |
| * Onga      | 4.916 | * Tiszalúc      | 4.731 |
| * Ricse     | 1.709 |                 |       |

### Gemeinden
| - Abaújalpár - Abaújkér u - Abaújlak - Abaújszolnok - Abaújvár - Abod - Aggtelek - Alacska - Alsóberecki - Alsódobsza - Alsógagy - Alsóregmec s - Alsószuha - Alsótelekes - Alsóvadász - Arka - Arló - Arnót - Aszaló - Ároktő - Baktakék - Balajt - Baskó - Bánhorváti - Bánréve - Becskeháza - Bekecs - Berente - Beret - Berzék - Bodroghalom - Bodrogkeresztúr - Bodrogkisfalud - Bodrogolaszi - Bogács - Boldogkőújfalu - Boldogkőváralja - Boldva - Borsodbóta - Borsodgeszt - Borsodivánka - Borsodszentgyörgy - Borsodszirák - Bódvalenke - Bódvarákó - Bódvaszilas d - Bózsva - Bőcs - Bükkaranyos - Bükkábrány - Bükkmogyorósd - Bükkszentkereszt - Bükkzsérc - Büttös | - Csenyéte - Cserépfalu - Cserépváralja - Csernely - Csincse - Csobaj - Csobád - Csokvaomány - Damak - Dámóc - Debréte - Dédestapolcsány - Detek - Domaháza - Dövény - Dubicsány - Egerlövő - Égerszög - Erdőbénye - Erdőhorváti - Fáj - Fancsal - Farkaslyuk - Felsőberecki - Felsődobsza - Felsőgagy - Felsőkelecsény - Felsőnyárád - Felsőregmec - Felsőtelekes - Felsővadász - Filkeháza - Fony - Forró - Fulókércs - Füzér r, s - Füzérkajata - Füzérkomlós - Füzérradvány - Gadna - Gagyapáti - Gagybátor - Gagyvendégi - Galvács - Garadna - Gelej - Gesztely - Gibárt - Girincs - Golop - Gömörszőlős - Göncruszka - Györgytarló | - Halmaj - Hangács - Hangony - Harsány - Háromhuta - Hegymeg - Hejce - Hejőbába - Hejőkeresztúr - Hejőkürt - Hejőpapi - Hejőszalonta - Hercegkút d - Hernádbűd - Hernádcéce - Hernádkak - Hernádkércs - Hernádnémeti - Hernádpetri - Hernádszentandrás - Hernádszurdok - Hernádvécse - Hét - Hidasnémeti - Hidvégardó - Hollóháza s - Homrogd - Igrici - Imola - Ináncs d - Irota - Jákfalva - Járdánháza - Jósvafő - Kács - Karcsa - Karos - Kánó - Kány - Kázsmárk - Kelemér - Kenézlő - Keresztéte - Kesznyéten - Kéked - Királd - Kiscsécs - Kisgyőr - Kishuta s - Kiskinizs - Kisrozvágy - Kissikátor - Kistokaj - Komjáti | - Komlóska - Kondó - Korlát - Kovácsvágás - Köröm - Krasznokvajda - Kupa - Kurityán - Lak - Lácacséke - Ládbesenyő p - Legyesbénye - Léh - Lénárddaróc - Litka - Mád - Makkoshotyka - Mályi - Martonyi p - Mályinka - Megyaszó - Meszes - Mezőnagymihály - Mezőnyárád - Mezőzombor - Méra u - Mikóháza s - Mogyoróska - Monaj - Monok - Muhi - Nagybarca - Nagycsécs - Nagyhuta s - Nagykinizs - Nagyrozvágy - Négyes - Nekézseny - Nemesbikk - Novajidrány - Nyésta - Nyíri - Nyomár - Olaszliszka - Ormosbánya - Oszlár - Ónod - Pamlény - Parasznya - Pácin - Pányok - Pere - Perecse - Perkupa | - Prügy - Pusztafalu - Pusztaradvány - Radostyán - Ragály - Rakaca - Rakacaszend - Rásonysápberencs - Rátka d - Regéc - Répáshuta s - Révleányvár - Rudolftelep - Sajóecseg - Sajógalgóc - Sajóhídvég - Sajóivánka - Sajókápolna - Sajókaza - Sajókeresztúr - Sajólád - Sajólászlófalva - Sajómercse - Sajónémeti - Sajóörös - Sajópálfala - Sajópetri - Sajópüspöki - Sajósenye - Sajószöged - Sajóvámos - Sajóvelezd - Sály - Sárazsadány - Sáta - Selyeb - Semjén - Serényfalva - Sima - Sóstófalva - Szakácsi - Szakáld - Szalaszend - Szalonna p - Szászfa - Szegi - Szegilong - Szemere - Szendrőlád - Szentistvánbaksa - Szin - Szinpetri - Szomolya - Szögliget p | - Szőlősardó - Szuhafő - Szuhakálló - Szuhogy - Taktabáj - Taktakenéz - Taktaszada - Tarcal - Tard - Tardona - Tállya - Telkibánya - Teresztenye - Tibolddaróc - Tiszabábolna - Tiszacsermely - Tiszadorogma - Tiszakarád - Tiszakeszi - Tiszaladány - Tiszapalkonya - Tiszatardos - Tiszatarján - Tiszavalk - Tolcsva - Tomor - Tornabarakony - Tornakápolna - Tornanádaska - Tornaszentandrás - Tornaszentjakab - Tornyosnémeti - Trizs - Újcsanálos - Uppony - Vadna - Vajdácska - Varbó - Varbóc - Vatta - Vágáshuta s - Vámosújfalu - Vilmány - Vilyvitány - Viss - Viszló - Vizsoly - Zalkod - Zádorfalva - Zemplénagárd - Ziliz - Zsujta - Zubogy |